# 渋谷川

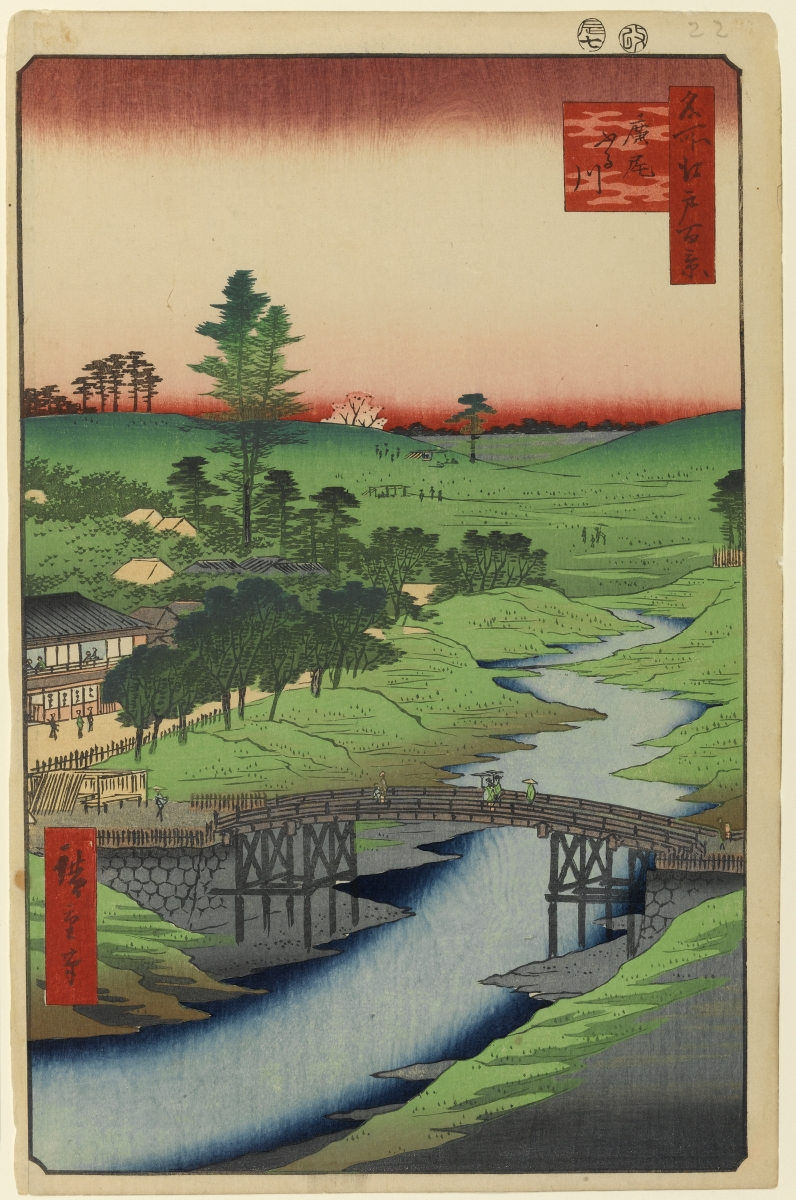
広重『名所江戸百景』より「広尾ふる川」。四の橋から現在の白金三丁目付近を望んでいる。

渋谷川（しぶやがわ）は、渋谷駅南方から天現寺橋までの2.4 kmを流れる二級河川。
古川（ふるかわ）は渋谷川の下流であり、天現寺橋下の笄川合流点から浜崎橋先の河口までの4.4 kmの二級河川。

## 名称
「渋谷」が地形上の「谷」であることは明白であるが、「渋」については渋谷川を流れる柿渋色（赤茶色）の水に由来する、という説がある。流域では渋谷粘土層と呼ばれる特有の地層が水を遮るため、上層にある関東ローム層（赤土層）に染み込んだ雨水は、その鉄分を溶かし込みながら川へと排出され、水を赤茶色に染めるのだという。現在も、渋谷で湧いている井戸水には、全国平均の24倍にあたる鉄分が検出されている。
一方で、「渋谷」および「渋谷川」の由来は、今の大和市渋谷地区（旧・渋谷村）を出自とする渋谷氏一族が周辺地域に居を構えたことによるとする説や、「塩谷」（しおや）が「渋谷」（しぶや）に変わったとする説もある。
古川は江戸時代から昭和初期頃までは新堀川、金杉川とも言われていたが、現在この名は使われていない。

## 流路
渋谷ストリーム北辺の「稲荷橋」地点を起点とし、広尾、麻布の台地下を流下して、芝公園の南側を通り、東京湾に注ぐ。
渋谷川では1986年（昭和61年）から、老朽化した護岸を包み込む形でコンクリート護岸による河川改修が行われているが、天現寺橋から下流の古川では、古い石積護岸が今も残る。赤羽橋から河口までは、昭和30年代から防潮堤が整備されている。
また、天現寺出入口付近より下流は首都高速2号目黒線が、一ノ橋JCTより下流は都心環状線が直上を通っている。

### 起点の変遷
1. 元来の渋谷川は後に穏田川と呼ばれる部分も含み、これは現在の新宿御苑内、または西接する天龍寺にある源頭に始まるものであった。
2. 明治期に入ると上記源頭から渋谷駅北方「宮益橋」地点（宇田川との合流地点）までを「穏田川」と呼ぶようになり、狭義の渋谷川は宮益橋より下流を指す名称となった。
3. 1934年（昭和9年）には宮益橋直下数十メートルを暗渠とし、東横百貨店（後の東急東横店東館）が建設された[5]。また、そこから下流「稲荷橋」までの区間は、東京オリンピックに向け、上流部の暗渠化・下水道化とともに1961年に暗渠化された[5]。しかしながら河川法上は、暗渠化された宮益橋～稲荷橋の区間は河川としての位置づけを失わなかった[5]。
4. 2009年（平成21年）、駅周辺の再開発に向け、宮益橋 - 稲荷橋の暗渠区間は河川から下水道に変更された（#沿革節参照）[5]。これによって渋谷川は稲荷橋地点から始まるものとなり、また、暗渠区間をもたない形となった。

## 支流・水源
かつては穏田川・宇田川の源頭両河川をはじめ多数の支流を持っていたが、現在ではそのほとんどが下水道幹線として暗渠化され、大雨の降ったとき以外は渋谷川には流入しなくなっており、これを補う「清流復活事業」として下水を高度処理した再生水を落合水再生センターから供給している。再生水は従来新並木橋付近から放流していたが、渋谷ストリーム開業以降は同施設付近、すなわち開渠部開始地点付近へ移動し、「壁泉」と呼ばれる形で供給している。
以下は支流の一覧。上記両河川も含め下流より記載する。
- 入間川（いりあいかわ） - 厳密には支流ではなく、旧川筋。江戸時代に現在の流路が開削されて付け替えられた。
- 桜川 - 愛宕警察署付近、芝公園4 - 5号地、芝大神宮横、大門前を流れ将監橋に古川に合流していた小河川。
- 赤羽川
- 玉名川 - 白金台二丁目にあった「玉名の池」が水源。明治学院大学と八芳園のあいだを北上し、高松中学校、松秀寺のわきを通って新古川橋にて合流する。
- 三田用水白金分水 - 現在の目黒の日の丸自動車学校の南南東の品川区上大崎2丁目21付近から狸橋付近に向けて流れていた水路。
- 笄川 - 南青山一丁目-六丁目付近からの流れ。
- いもり川 - 青山学院大学敷地東側にあった湧水池が水源。鶴沢から羽根沢と呼ばれる谷を南下して臨川小学校の西側で合流する。
- 宇田川 - 代々幡斎場付近（狼谷）からの流れ。
  - 初台川 - 初台の玉川上水付近からの流れ。
  - 上原川 - 上原三丁目付近からの流れ。
  - 富ヶ谷川 - 三田用水および松濤公園の池からの流れ。
  - 神泉谷・松濤池からの支流
  - 河骨川 - 代々木四丁目付近からの流れ。現在は下水道に転用。一説には文部省唱歌「春の小川」のモチーフであるとされる[4]。河骨川が流入する宇田川、宇田川が流入する渋谷川がモチーフとして紹介されることもある。
- 穏田川 - 玉川上水および新宿御苑一帯からの本流。渋谷川の上流部とする場合も多い。
  - 原宿川（原宿村分水） - 文化女子大付近の玉川上水と、南新宿駅付近および明治神宮北池からの流れ。

## 生態系
- 下流の感潮区間でボラが確認されている。また、1996（平成8）年度に、中流部でギンブナ、ドジョウ、メダカ、タモロコ、コイ、モツゴ、マルタ、ヨシノボリ、マハゼ、ウキゴリの生息が確認されている。上流部では、個体数は少ないがドジョウ、ヒメダカが確認されている[4]。
- 中流部の五之橋、狸橋、天現寺橋付近は季節によりカルガモ、アオサギ、コサギ、ウミウなどが飛来する。彼等の飛行ルートは天現寺橋まではほとんど河川敷に限られるが、天現寺橋から有栖川公園方面へ飛行するものあるもある。
- 天現寺橋より上流では新豊沢橋、山下橋付近でコサギ等を見かける。

## 沿革

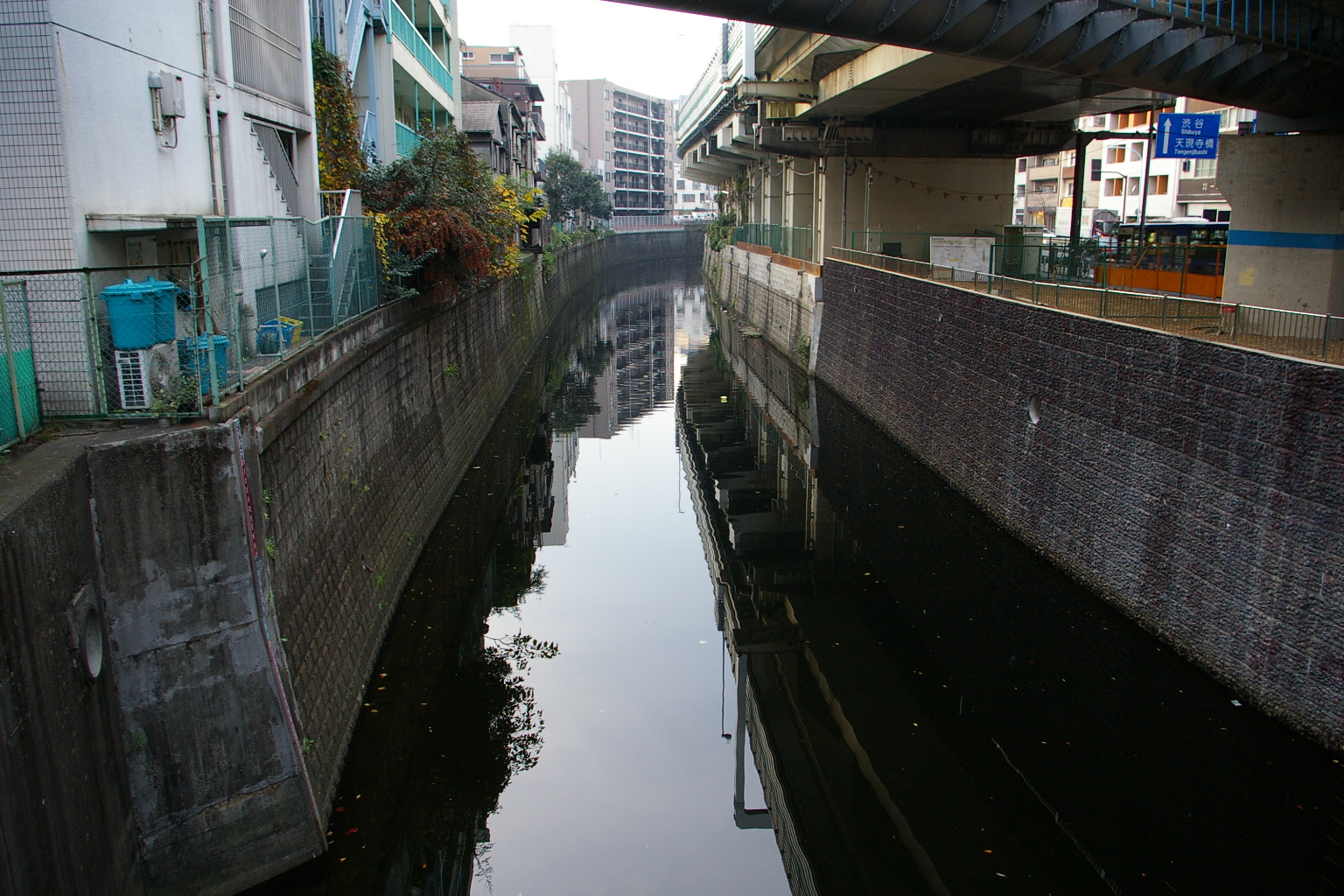
古川橋付近

### 江戸時代
- 玉川上水ができる前は流量の多い川ではなかったが、1653年（承応2年）の同上水完成後は四谷大木戸（現在の四谷四丁目）近傍の水番所から余剰水を流すことで渋谷川（穏田川）の流量が飛躍的に増えた[4]。 これにより水車掛けが可能になり、とくに穏田川（渋谷川上流部）には複数の水車が作られた[4] [6]。
- 古川では、江戸幕府の都市計画の一環で、当時の江戸湊の河口であった金杉橋から四之橋までの間で舟入工事が進められ、大名屋敷を中心とした市街地が形成された。川沿いには荷揚場や河岸がたち並び、特に一之橋より下流では舟運が盛んに行われた[4]。

### 明治・大正期
- 明治前半までは、水がきれいで、沿岸では蛍が見られた。かつて徳川将軍に献上された蛍は渋谷川で採取されたという。アユの生息も確認され、水辺にヨシ・ガマの草原が広がり、川沿いには河畔林が形成された[4]。
- 1875年（明治8年）、渋谷小学校設立（1997年統廃合により廃校）。水車事業で得た利益の一部を充てて設立されたことから、水車の羽を象った校章が定められた。

### 都市化進行期
- 昭和初期の急速な都市化にともない河道の三面張り化が進められ、1931年（昭和6年）には渋谷川・古川のほぼ全区間で護岸が完成した[4]。
- 1934年（昭和9年）、河道の一部を暗渠とした上に「東横百貨店」（後の東急百貨店東横店旧東館）が開業（2013年〈平成25年〉閉鎖、その後解体）[7]。
- 太平洋戦争後、川は生活排水や産業排水の捨て場となり、「ドブ川」化が進行した。
- 1957年（昭和32年）11月、台風22号による集中豪雨で氾濫[8]。
- 1961年（昭和36年）、東急東横店 - 稲荷橋間を暗渠化。
- 上流である穏田川・宇田川についても同じ頃に暗渠化・下水道化された[5]。上流の下水道化により渋谷川は宮益橋地点の地下から始まる形となった[5]。
- 1964年（昭和39年）の東京オリンピックまでに、首都高速道路の建設によって古川のほとんどの区間で河川上空が覆われる形となった。
- 1970年（昭和45年）までに各支流はほぼ全て暗渠化され、下水道幹線となった[4]。渋谷川は源流のほとんどを失い、大雨時をのぞきほとんど水のない状態となった。

### 現代
- 1994年（平成6年）9月より、東京メトロ日比谷線の恵比寿駅付近に漏出している地下水の放水を開始[9]。
- 1995年（平成7年）からは東京都の清流復活事業の一環として、落合水再生センターで下水を高度処理した再生水の導水を開始。並木橋地点から日量2万 m3を放流する形であった（#支流・水源も参照）。
- 2009年（平成11年）、東京都の都市計画変更により、上流端（宮益橋やや北方） - 稲荷橋間約250 mの地下河川区間を下水道に変更。これにより、渋谷駅東口で行われる再開発は河川法上の制限を免れる形になった[10]。
- 2014年（平成26年）より上記地下下水道区間を約50 m東方へ移設し、同時に地下雨水貯留施設を設置する工事を開始[5]。
- 2018年（平成30年） - 東京急行電鉄（現：東急）による渋谷駅南側の再開発として「渋谷ストリーム」がオープン。再生水の放流地点を同施設近傍へ変更し、また、同施設から並木橋までの区間には川沿いに遊歩道「渋谷リバーストリート」を整備[11]。
- 2020年（令和2年）8月31日 - 「東口地下雨水貯留施設」の供用を開始[12]。

## 橋梁
上流側より順に記載する。

### 旧渋谷川（下水道区間）
- 宮益橋跡

### 渋谷川と呼ばれる区間
- 稲荷橋
- 金王橋（こんのうばし）
- 八幡橋
- 徒歩橋（かちばし）
- 並木橋 - 旧鎌倉街道
- 新並木橋 - 旧並木橋駅跡
- 氷川橋
- 上智橋
- 比丘橋
- 庚申橋
- 渋谷橋 - 明治通り・駒沢通り
- 人道橋
- 一本橋
- 恵比寿橋
- 新橋
- 山下橋
- 新豊沢橋
- 回生橋
- 天現寺橋 - 外苑西通り（環状4号線）

### 古川と呼ばれる区間
- 狸橋
- 亀屋橋
- 養老橋
- 五之橋
- 白金公園橋
- 四之橋
- 新古川橋
- 古川橋 - 東京都道415号高輪麻布線
- 三之橋
- 南麻布一丁目児童遊園橋
- 二之橋
- 小山橋
- 一之橋
- 一之橋公園橋
- 新堀橋
- 中之橋
- 赤羽橋 - 桜田通り
- 芝園橋 - 日比谷通り
- 将監橋
- 金杉橋 - 第一京浜（国道15号）
- 新浜橋 - 東日本旅客鉄道（JR東日本）浜松町駅デッキの延長歩道橋[14]
- 浜崎橋 - （浜崎橋JCT）都道316号 海岸通り
- 新浜崎橋 - ゆりかもめ東京臨海新交通臨海線・東京都道461号吾妻橋伊興町線

至東京湾

## 洪水防止施設
- 渋谷駅東口雨水貯留施設 - 2020年（令和2年）8月31日供用開始[12]。場所は東口駅前広場の地下25 m、大きさは南北45 m、東西22 m、容量は約4,000 m3である。1時間あたり50 mmを超える大雨時に集水する。貯留槽は下水道の古川幹線に接続されており、天候回復後に電動ポンプで排出する。

集水範囲は東口駅前広場から宮益坂上交差点付近までで、五之橋付近でも川沿いの民家の用地収用が行なわれて取水施設が建設された。